# Kazemat

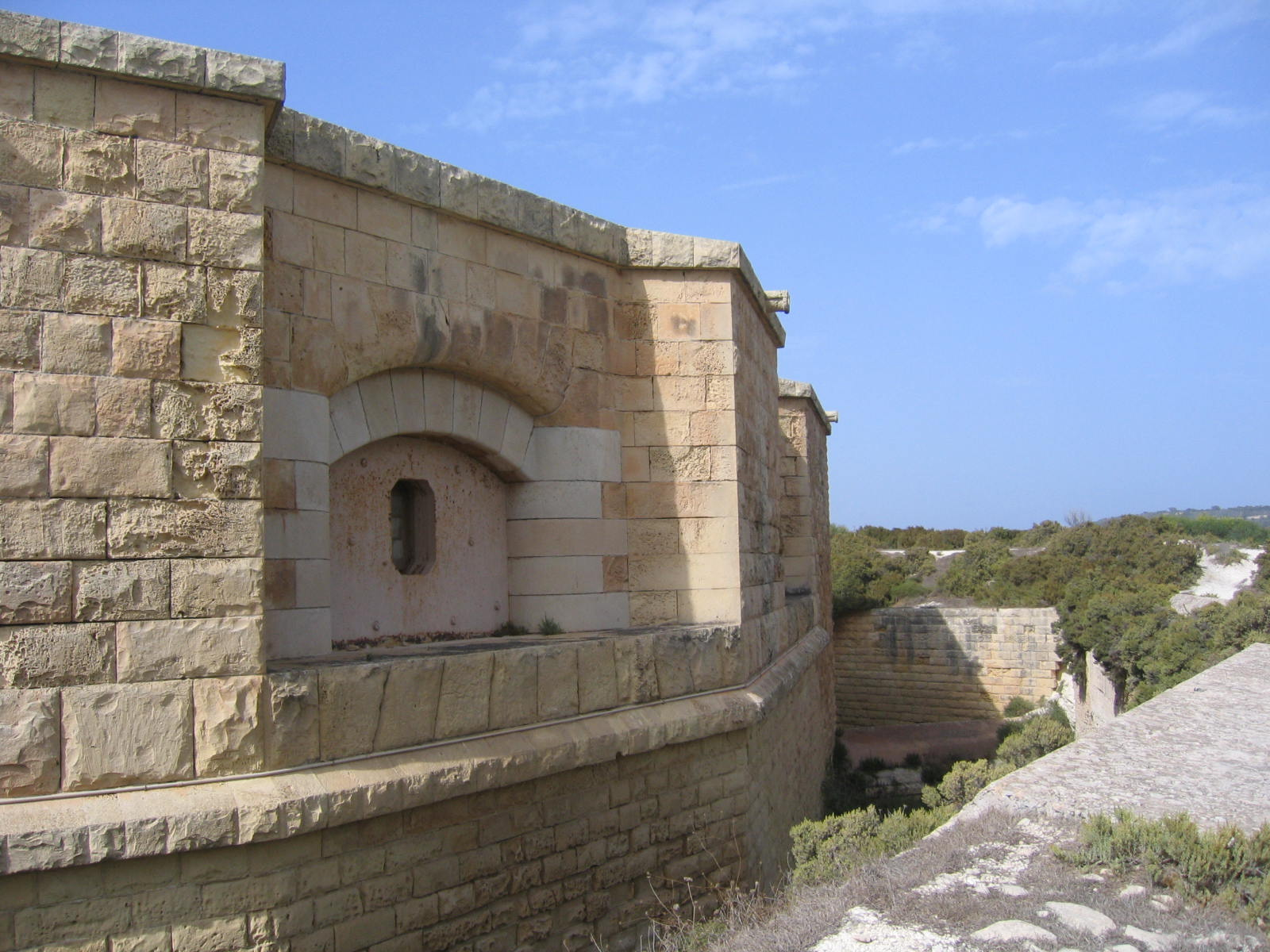
Kazematten in het St. Lucianfort in Malta.

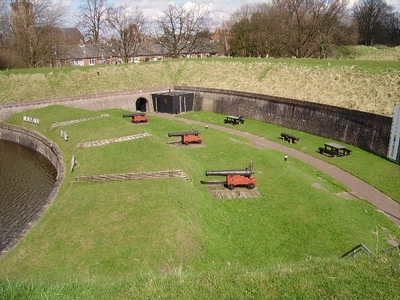
Kazematten in Naarden

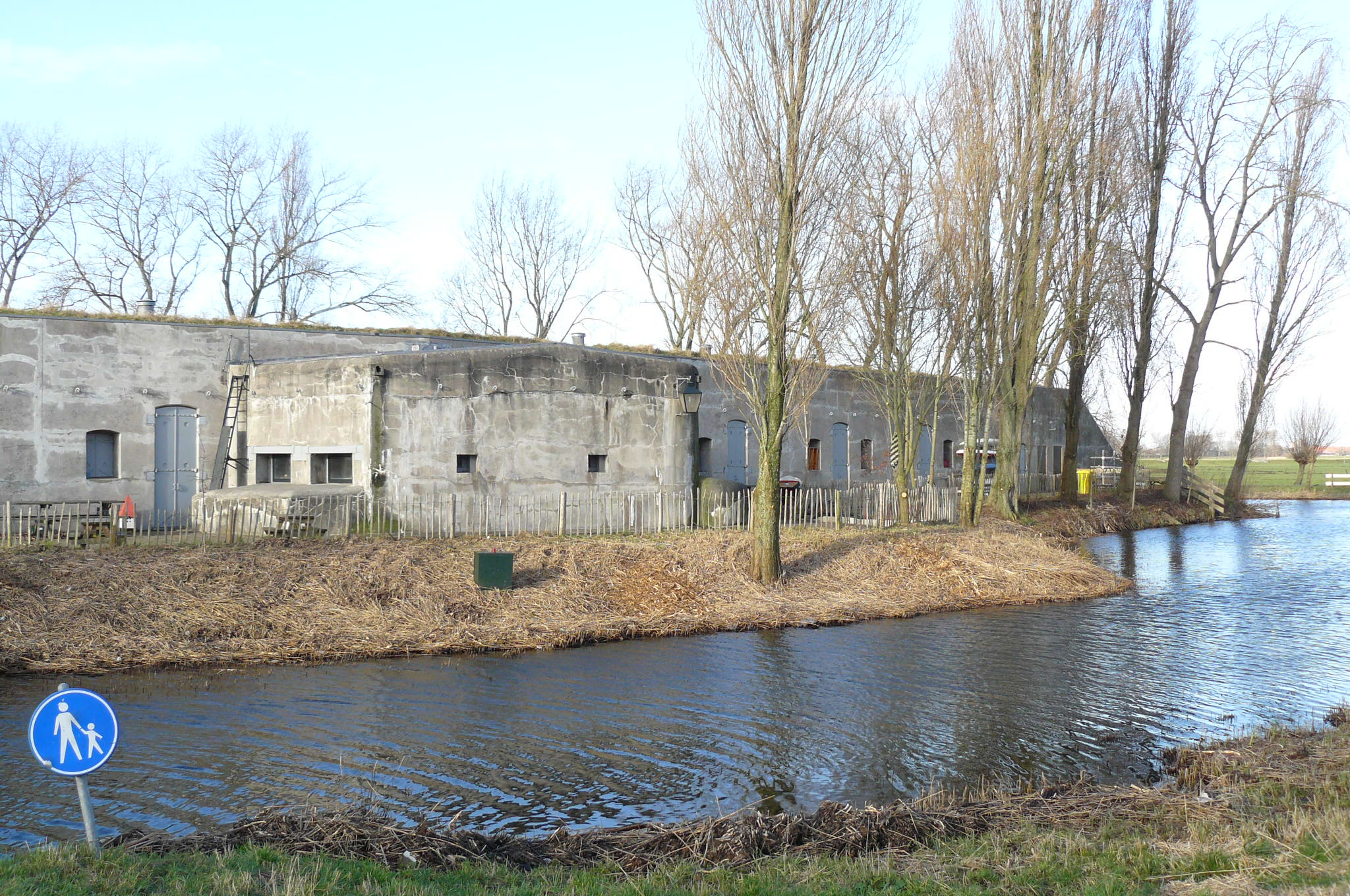
Rechter keelkazemat van het Fort bezuiden Spaarndam.

Een kazemat is een relatief kleine betonnen of stenen bunker, bedoeld om dekking te bieden tegen vijandelijk vuur, en is voorzien van schietgaten voor zware wapens zoals mitrailleurs of luchtafweergeschut. Oorspronkelijk maakten kazematten deel uit van een vesting.

## Etymologie
Het woord kazemat komt van het Italiaanse casamatta en/of Spaanse casamata, beide afgeleid van het Byzantijnse begrip chasmata, een aanduiding voor een vesting met schietgaten. Het verwees naar de schietsleuven in stellingwerken. In het moderne Grieks is het woord chasma in gebruik voor 'spleet' of 'kloof'. Het Engels kent het woord chasm voor "kloof".

## Situering op land
Oorspronkelijk was een kazemat een militair gebouw, dat als actief verdedigingswerk in gebruik was. Later werden alle overdekte ruimtes kazematten genoemd. De overdekking kan bestaan uit balken of een gemetseld of betonnen gewelf onder een aarden wal. Ook kan een kazemat een vrijstaand bomvrij stenen of betonnen gebouw zijn. Kazematten worden zowel voor verdediging gebruikt als voor het bewaren van voorraden munitie en eten. In oorlogstijd dienen ze tevens als woonruimte voor de militairen.
Aan het eind van de 19e en begin 20e eeuw werden de forten van de Stelling van Amsterdam gebouwd. Deze forten kregen een langwerpig en smal hoofdgebouw. Aan de keel-, of achterzijde, van het gebouw waren er meestal twee, of soms een, kazematten waarin de bewapening stond opgesteld. Deze keelkazematten waren moeilijk door de vijand te treffen vanwege hun beschutte locatie, het betonnen hoofdgebouw versterkt met aardwerk beschermde de kazematten. In de kazematten waren kanonnen en mitrailleurs opgesteld.
In Nederland werden er tot in de jaren 30 van de afgelopen eeuw door het Nederlandse Ministerie van Defensie kazematten gebouwd: de eerste betonnen kazemat kwam in Gorinchem tot stand in 1930, de laatste verrezen op de Afsluitdijk bij Den Oever en Kornwerderzand. Bij Kornwerderzand werden de kazematten in de meidagen van 1940 ingezet om de Duitse opmars door Nederland te stoppen. Sinds de Tweede Wereldoorlog worden vooral betonnen onderkomens in de volksmond vaak aangeduid met 'bunker'.
Na de Tweede Wereldoorlog werden er nog wel nieuwe kazematten gebouwd ter verdediging van de IJssellinie, een verdedigingsplan uit de Koude Oorlog waarbij een deel van het land onder water kon worden gezet om zo een eventuele Russische opmars vanuit Duitsland te kunnen stoppen.
Later bleek vestingbouw door de tijd te zijn ingehaald: moderne oorlogsvoering met vliegtuigen en andere snel verplaatsbare voertuigen maakten de statische vestingwerken niet meer doorslaggevend in de oorlogsvoering. De bewegingsoorlog gaat immers uit van het doorbreken van de linies, gevolgd door een opmars waarbij de kazematten snel afgesneden worden.

## Situering op schepen

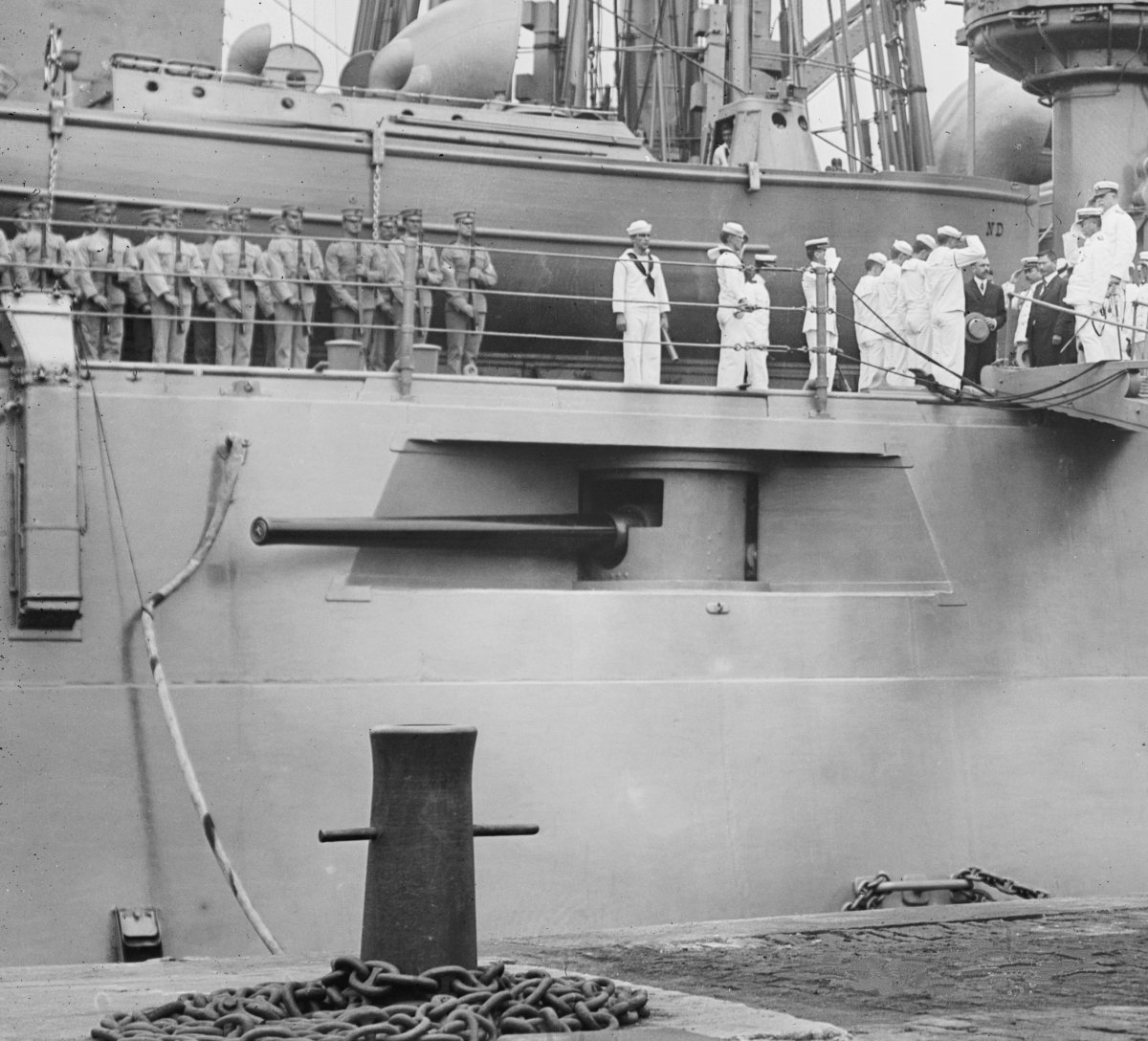
Kazemat op marineschip

Op een oorlogsschip is een kazemat de behuizing van een draaibaar kanon aan de zijkant van de romp van het schip. Aan de voorzijde van het kanon is een dikke pantserplaat bevestigd die meedraait en voor de verdere bescherming zitten minder dikke pantserplaten aan de zij-, boven- en onderkant van het kanon vast aan het schip. De kazemat werd op oorlogsschepen aangebracht omdat deze kanonnen minder kwetsbaar werden geacht dan die in een geschuttoren. Ze werden over een groot deel van de lengte van het schip geplaatst. Een treffer kon daardoor niet alle kanonnen in een keer buiten gebruik stellen. Een nadeel was dat de kanonnen alleen bij een kalme zee of bij een lage snelheid gebruikt konden worden vanwege de geringere vrijboord. Met de komst van de dreadnought aan het begin van de 20e eeuw, die op grotere afstand slag kon leveren, werden de kanonnen in kazematopstelling overbodig.